# فرنسيسكو فرنانديز (قسيس)
فرنسيسكو فرنانديز (بالإسبانية: Francisco Fernández de Capillas)‏ (و. 1607 – 1648 م) هو قسيس، ومتدين ‏ إسباني، توفي في فوان، عن عمر يناهز 41 عاماً، بسبب قطع الرأس.